# Hooglandpolder
De Hooglandpolder is een polder ten zuiden van Ossenisse.
Aanvankelijk lag hier de Nieulantpolder, welke omstreeks 1200 was ingedijkt door de monniken van de Abdij Ten Duinen. Deze overstroomde bij de indundatie van 1585 en werd herdijkt in 1610. Ten gevolge van de watersnoodramp overstroomde de polder op 1 februari 1953.

De polder is 442 ha groot. In het uiterste noorden van de polder ligt de buurtschap Zeedorp. Daar ligt ook enkele honderden meters zeewerende dijk.
Burghpolder · Clinge- en Kieldrechtpolders · Clingepolder · Dullaertpolder · Eekenissepolder · Graauwsche Polders · Havenpolder · Hertogin Hedwigepolder · Hoof- en Molenpolder · Hooglandpolder · Kieldrechtpolders · Kievitpolder · Kleine Molenpolder · Koningin Emmapolder · Langendampolder · Louisapolder · Mariapolder (Hulst) · Melopolder · Mispadpolder · Molenpolder (Hulst) · Nijspolder · Noordhofpolder · Oude Graauwpolder · Oudelandpolder · Polders tussen Lamswaarde en Hulst · Polders van Hontenisse en Ossenisse · Saaftingepolders · Saeftingepolder · Ser-Pauluspolder · Stoofpolder · Van Alsteinpolder · Vitshoek · Willem-Hendrikspolder · Zandpolder · Zoutepolder